# إبطال (علم نفس)
الإبطال أو الفك أو الإلغاء (بالإنجليزية: Undoing)‏
هو آلية دفاعية يحاول فيها الشخص «إلغاء» أو «التراجع» عن أفكار أو أفعال غير صحية أو مدمرة أو مسببة للتهديد، على سبيل المثال: بعد التفكير بأن يكون عنيف مع شخص ما، فإنه نتيجة للإبطال يعامله بلطف أكثر من اللازم.
الإبطال هو أحد آليات الدفاع المتعددة والتي اقترحها مؤسس التحليل النفسي سيجموند فرويد خلال مسيرته، وكثير من هذه الدفاعات تم تطويرها في وقت لاحق لا سيما من ابنته آنا فرويد، وقد استخدم المصطلح الألماني " Ungeschehenmachen " في البداية لوصف هذه الآلية الدفاعية، وبترجمته فإنه يعني حرفيا «إلغاء حدوث» أو «خراب» والذي هو في الأساس جوهر آلية التراجع.

## اقرأ أيضا
- Kosslyn, S. and Rosenberg, R. (2004). Psychology: The brain, the person, the world. (2nd ed.). Boston: Pearson Education.
- Schröer J. and Püschel K. (2006). Special aspects of crime scene interpretation and behavioral analysis: The phenomenon of "undoing". Forensic pathology reviews 4, 193–202.